# Nomenclatura di Mercurio
- Le pianure di Mercurio, analoghe ai mari lunari ma con un'albedo maggiore, vengono dette planitiae. Ad eccezione di Planitia Caloris, la regione pianeggiante più estesa, e Borealis Planitia, che occupa parte dell'emisfero settentrionale, tutte le altre pianure prendono il nome di Mercurio nelle diverse lingue.
- Le quattro valli (valles) prendono il nome delle installazioni radio terrestri grazie a cui è stato determinato l'effettivo periodo di rotazione mercuriano.
- I nomi delle scarpate (rupēs) derivano dalle navi utilizzate per le grandi esplorazioni del XV secolo, con riferimento al ruolo di Mercurio come dio dei viaggi e dei commerci.
- Due scoscendimenti prendono il nome di dorsa e sono intitolati ad astronomi che osservarono Mercurio dalla Terra.
- I nomi dei crateri derivano dai grandi esponenti delle arti e dell'umanesimo, ad eccezione del cratere Kuiper, che fu il primo ad essere scoperto in quanto visibile da lontano e fu intitolato all'insigne astronomo, e il cratere Hun Kal, dal termine maya per "20", poiché è convenzionalmente attraversato dal ventesimo meridiano di longitudine e funge da punto di riferimento per il sistema di coordinate mercuriano.